# Miroslav Stević
Miroslav Stević (Ljubovija, 7 gennaio 1970) è un ex calciatore serbo, di ruolo centrocampista.

## Carriera
Iniziò la sua carriera calcistica con il FK Bratstvo Bratunac, per proseguire con il Partizan Belgrado ed il Rad Belgrado. Successivamente ha giocato in Svizzera con il Grasshoppers, in Germania con Dinamo Dresda, Monaco 1860, Borussia Dortmund, Bochum ed Unterhaching ed in Turchia con il Fenerbahçe.
Con la Nazionale di calcio della Jugoslavia ha collezionato 6 presenze, partecipando al campionato del mondo 1998 in Francia.

## Dopo il ritiro
Dopo essere stato per un certo periodo un procuratore di calciatori, il 2 febbraio 2009 ha assunto la carica di direttore sportivo del Monaco 1860. Tra i suoi acquisti figurano i connazionali Antonio Rukavina, Nikola Gulan e Đorđe Rakić. Nell'aprile 2011, è stato annunciato che Stević avrebbe lasciato l'incarico il 30 giugno dello stesso anno.

## Palmarès
- Bundesliga: 1

Borussia Dortmund: 2001-2002